# Germinal
Germinal é um romance histórico do escritor Émile Zola. O décimo terceiro da série Les Rougon-Macquart e possivelmente um dos mais famosos.
A história tem lugar no norte da França durante uma greve provocada pela redução dos salários. Além dos aspectos técnicos das extrações minerais e as condições de vida nos agrupamentos dos mineiros, Zola também descreve o princípio da organização política e sindical da classe operária, tais como as divisões já existentes entre marxistas e anarquistas.
Para compor Germinal, o autor passou dois meses trabalhando como mineiro na extração de carvão. Viveu com os mineiros, comeu e bebeu nas mesmas tavernas para se familiarizar com o meio. Sentiu na pele o trabalho sacrificado, a dificuldade em empurrar um vagonete cheio de carvão, o problema do calor e a umidade dentro da mina, o trabalho insano que era necessário para escavar o carvão, a promiscuidade das moradias, o baixo salário e a fome. Além do mais, acompanhou de perto a greve dos mineiros.

## Enredo
Um homem jovem desempregado chega de madrugada na cidade de Marchienne e logo vê um grande terreno, onde fica uma mina chamada Voreux. Seu nome era Étienne Lantier, e logo percebeu que os mineiros eram carentes, faziam um trabalho cansativo, lutando por cada centavo que recebiam. Mesmo assustado, Etiénne procurou um emprego por lá. 
Quando uma trabalhadora chamada Fleurence morreu, Étienne ocupou seu lugar. Na mina, as condições eram péssimas. Para escavar, os mineiros tinham que se ajoelhar, além da temperatura ser de 35°C, o ar não circulava. 
No intervalo, Etiénne contou que foi despedido de seu último emprego por dar um soco em seu chefe, afirmando que estava bêbado. Enquanto Etiénne não tinha lugar para ficar, ele ficou na casa de uma família, na qual o pai se chamava Maheu e os filhos se chamavam Catherine, Estelle, Zacharie, Lénore, Henri, Alzire e Jeanlin, o avô, Boa Morte e a mãe de 39 anos. Catherine conhecia Chaval, e ele queria casar com ela à força, tentando beijá-la a qualquer custo. Na casa dos Gregóire havia uma renda de mil francos. A mãe, o pai e os filhos maiores iam trabalhar na mina, enquanto os menores pediam esmolas para aumentar a renda da família. Nas minas o trabalho era tão pesado que a fome era grande. Sua vida baseava-se em uma rotina inalterável por conta do problema financeiro. Acordavam cedo todas as manhãs para trabalhar nas minas e voltavam na metade do dia para o almoço. Após o intervalo, voltavam à mina e trabalhavam até tarde. Para realizar a higiene pessoal, banhavam-se em uma tina (uma espécie de banheira), partilhando todos da mesma água. Como a situação da família não era boa, o filho Jeanlin teve uma ideia: a família comeria menos salada para vender nas cidades próximas. Havia um canto não operacional na mina, onde os jovens se encontravam. Étienne ia se habituando ao trabalho na mina. Seu trabalho bem feito era de se admirar. Surgiam ideias revolucionárias em sua mente. Como era inexperiente, pedia ajuda a Pluchart, membro da Internacional. Suas ideias políticas eram passadas a Étienne e se resumiam aos mineiros explorados. Eles tinham ideias semelhantes: deviam arrecadar dinheiro dos revoltos, que seria útil no futuro. 

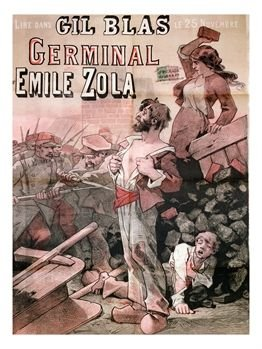
Germinal

Rasseneur, dono da taverna, achava que a caixa de previdências não daria certo. Étienne foi morar na casa de Maheu. Este amava, mas não falava com Catherine. A influência de Étienne incentivou toda a aldeia, onde a caixa de previdências começou a funcionar. Étienne foi nomeado secretário da associação e recebia até um pequeno salário por cuidar da contabilidade. Sem dinheiro para comida, começaram a surgir os primeiros pensamentos sobre uma possível greve. Quando Maheu foi pegar seu salário, se espantou, devido à diminuição. Pensou em protestar, mas não teve coragem. A injustiça havia aumentado muito, então começou a greve. Étienne resumiu a situação: "Se a companhia quer greve, ela vai ter greve". Depois de uma semana, o trabalho continuou, à espera do conflito. De repente, ocorreu um desmoronamento e Jeanlin que estava sozinho no seu setor, acabou ficando soterrado. Maheu o achou depois de um tempo, com as duas pernas quebradas. Para piorar a situação dos Maheu, Catherine é obrigada a ir morar com Chaval, deixando menos dinheiro para a família. A diminuição dos salários é a gota d'água que causa a rebelião. Esta se inicia na mina de Vourex e vai se agravando ao longo do tempo. A principal consequência da greve é a falta de condições básicas, causada pela privação de salários. A família de Maheu é um forte exemplo desse sofrimento. Lá, eles sofrem com a fome e constante frio. após o incidente da mina, Jeanlin havia se curado. Agora retornou aos seus roubos, se escondendo no fundo de uma mina abandonada para não dividir seus bens. 

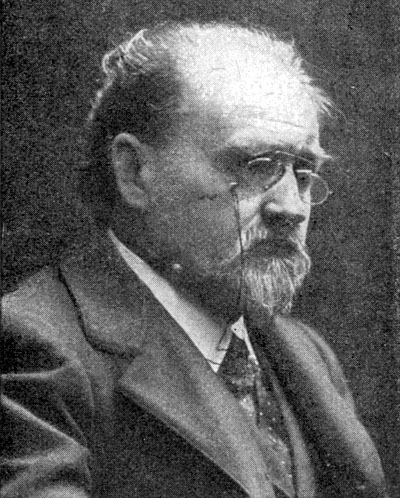
Émile Zola

Certo dia, Étienne descobre tal esconderijo e decide mantê-lo em segredo, imaginando que poderia vir a ser útil para si mesmo. Os grevistas planejavam destruir tudo. Prosseguiram desta maneira até a morte. Chaval, porém, continuava trabalhando. Os demais não desistiram tão facilmente. Catherine era forçada a permanecer com Chaval, abandonando sua própria família. Liderados por Chaval, o grupo de trabalhadores marcharam para a mina Deneulin. Catherine, que estava trabalhando na mina, não aguentando o calor, desmaia, fica pálida e diz estar com muito frio. Os grevistas queriam ir à Gaston-Marie, porém Etiénne disse que eles deveriam ir à Mirou, pois havia trabalhadores lá. Etiénne manda Chaval estourar a bomba d'água da mina, mas Chaval não o obedece e briga com Etiénne, fugindo seguido de Catherine. Hannebeau chega a sua casa e seu capataz começa a contar informações sigilosas. Ele logo percebe que o capataz estaria recebendo essas informações com sua amante. Os grevistas invadem Motso em direção a Vourex, seguem direção à casa de Henneneau, mas o grupo já não obedece mais. Depois de muita confusão, um estrondo sacode o chão: era a polícia. Os soldados estavam caminhando pela cidade de Montsou, as fábricas estavam inativas, a inundação e a bomba já havia dado muitos gastos, pois foram substituídos. Etiénne se deu conta de que a Companhia era forte demais para falir. Os dias estavam difíceis, os mineiros estavam sem trabalho e morrendo de frio e fome. Para os Maheu a situação beirava a derrota. Catherine estava com Etiénne, ele tentava convencê-la a ir para a casa dos pais, mas ela não aceitou, disse que teria que ir para a casa de Chaval. 
Enquanto ele voltava, viu Jeanlin degolando um guarda, perguntou o porquê do feito do garoto. Então foram esconder o corpo na mina Requillant, deixaram o corpo em um buraco. No dia seguinte, souberam que os belgas estavam trabalhando na Voreux. Duas filas de trinta soldados foram alinhadas em frente a um muro. Alziro, filho de Maheu, estava doente e quase morrendo, pois tinham vendido tudo para comprar comida. Suvarim estava em sua taverna a sós, quando ouviu alguém batendo na porta. Com Etiénne, ele passou um tempo conversando, e decidiram que iriam fazer outra greve. No dia seguinte eles conversaram com os operários para que não fossem atacados por trás. O grupo de manifestantes começava a crescer cada vez mais. Com Etiénne, Maheu e sua mulher na frente, ofendiam os soldados e os empurravam cada vez mais para o muro. Mas foi quando  os manifestantes começaram a jogar tijolos contra os soldados, que começaram a se sentir cada vez mais pressionados, esperando por reforços. Até que os soldados, já sem espaço para recuar, foram obrigados a atirar contra os manifestantes. Na matança Maheu foi ferido. Os que não estavam nem mortos nem feridos conseguiram fugir. Com os abusos trabalhistas contra os mineiros, eles acabam se rebelando contra a mineradora Vourex na cidade de Montsou. Acontece que a revolta foi duramente contida, já estavam até pensando em reabrir a mina. Etiénne resolveu acabar com a greve, o que irritou os mineradores, mas seu rival, Rasseneur acalmou os revoltosos e conseguiu finalmente superar Etiénne. No dia seguinte, aconteceu um acidente na mina com a bomba d'água, isso matou e feriu vários mineiros. Na tentativa de escapar, Etiénne, Catherine e Chaval ficam presos. O mineiro, não aguentando mais seu inimigo, mata Chaval. Ele acaba sobrevivendo, mas perde sua amada. Deixa a vila e vai para Paris, seguindo seus sonhos. Porém ele acaba sendo assaltado e morto no processo.